# Подольский (Краснодарский край)
Подо́льский — хутор в Апшеронском районе Краснодарского края России.
Входит в состав Нефтегорского городского поселения.

## Население
| 2002 | 2010 |
| ---- | ---- |
| 79   | ↗90  |

## Улицы
- ул. Волосевича,
- ул. Восточная,
- ул. Чапаева.